# Álcool protocatecuico
Álcool protocatecuico ou álcool 3,4-diidroxibenzílico é o composto orgânico de fórmula C7H8O3, estruturalmente derivado tanto do álcool benzílico como do catecol. 
Pode ser obtido a partir do aldeído protocatecuico em solução metanólica por redução com hidrogénio e níquel de Raney à temperatura ambiente e pressão atmosférica. É um componente do azeite de oliva e está presente em alguns organismos.